# 拉特龙什
拉特龙什（法語：La Tronche，法語發音：[la tʁɔ̃ʃ]），法国东南部城市，奥弗涅-罗讷-阿尔卑斯大区伊泽尔省的一个市镇，隶属于格勒诺布尔区，其市镇面积为6.42平方公里，2022年1月1日时人口数量为6,447人，在法国城市中排名第1,650位。
拉特龙什位于伊泽尔省中部，省会格勒诺布尔市区东北，是格勒诺布尔的一个近郊卫星城。

## 地名来源
“Tronche”一名来自拉丁语单词“truncata”，意为“被切断的森林”，可能与当地的地形及自然景观有关。

## 历史

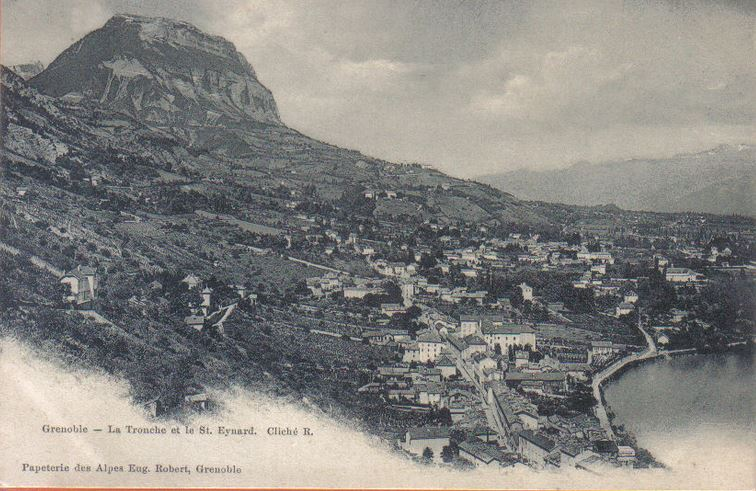
20世纪初的拉特龙什

拉特龙什的早期历史尚不清楚，格勒诺布尔主教费尔瑞斯在逝世后被安葬于拉特龙什境内，当地的教堂以其命名。尽管其与格勒诺布尔相邻，但在横跨伊泽尔河的桥梁修建之前，两地间并无太多来往。法国大革命后，拉特龙什成为伊泽尔省的一个市镇。1899年，随着绿岛桥的建成，拉特龙什与格勒诺布尔之间实现直通，当地人口数量逐年增加。二战后，拉特龙什境内兴建了多处居民区，其境内的格勒诺布尔大学中心医院主病区于1982年建成。1990年，途径拉特龙什的格勒诺布尔有轨电车B线建成通车。

## 地理

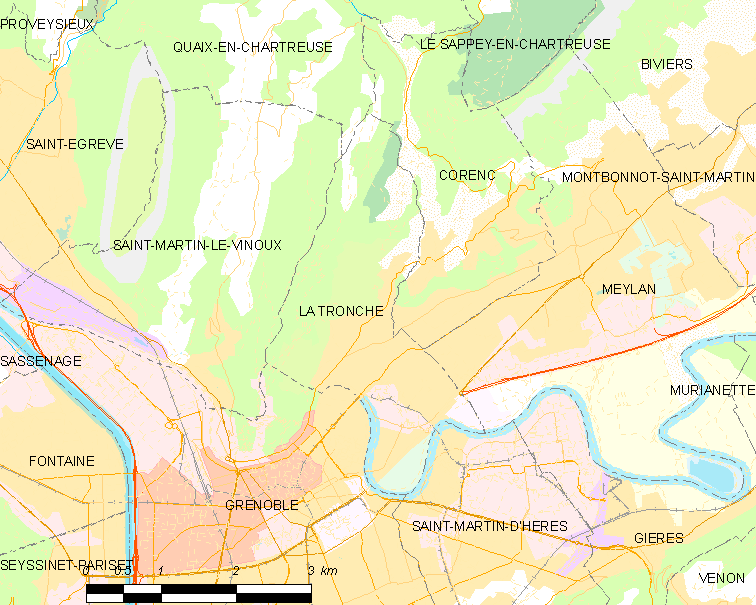
拉特龙什市镇范围地图

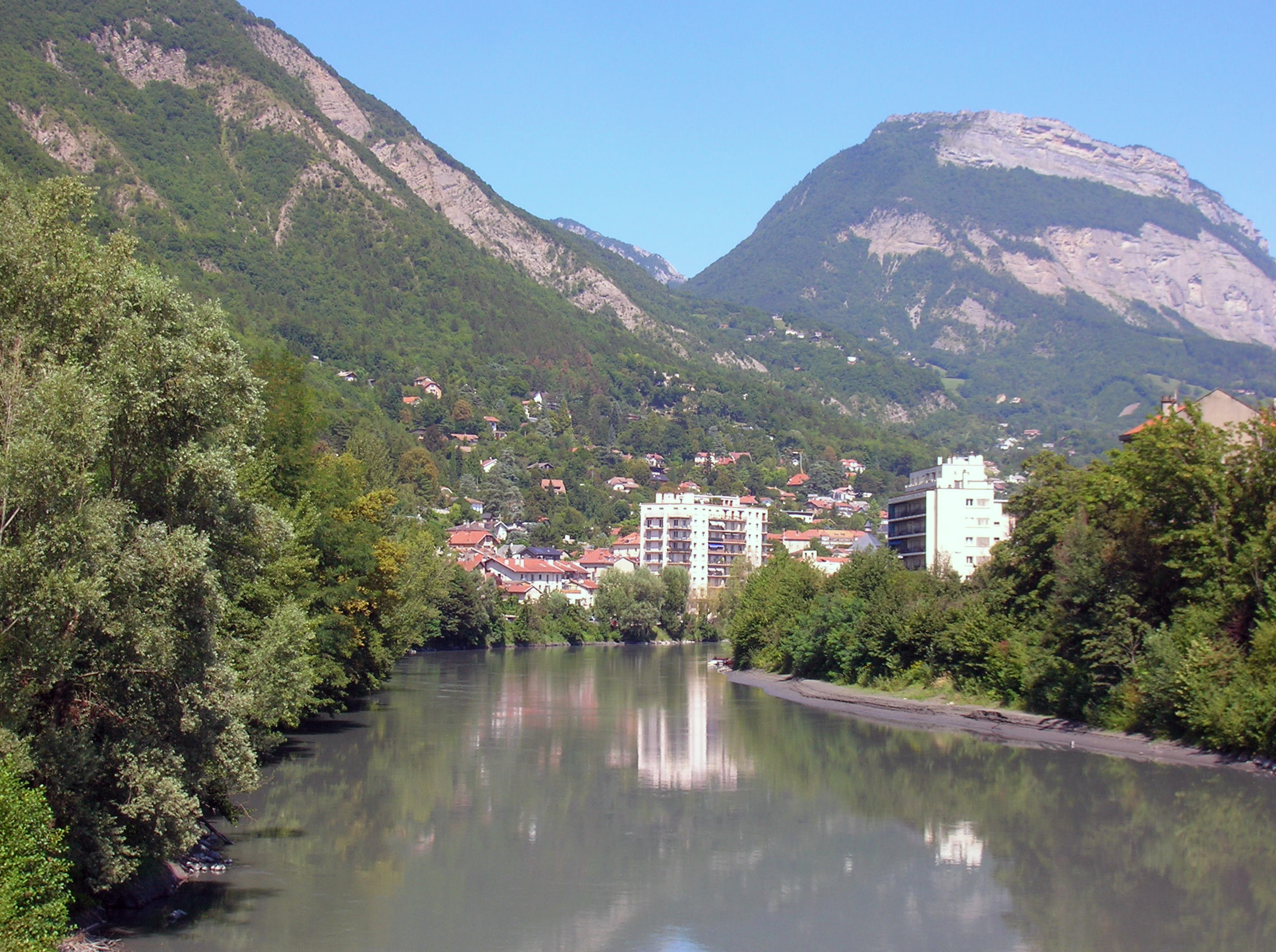
流经拉特龙什的伊泽尔河

拉特龙什位于法国东南部，奥弗涅-罗讷-阿尔卑斯大区东部和伊泽尔省中部，距离省会格勒诺布尔的市政厅大约3公里。与拉特龙什接壤的市镇包括：格勒诺布尔、梅朗、科朗、沙尔特勒斯地区凯、圣马丹勒维努和圣马丁代尔。

### 地形
拉特龙什位于伊泽尔河谷中，境内地形复杂，市镇中心位于地势较为平坦的河谷地带，西侧则为陡峭的沙特勒斯山脉，全境海拔在207到1045米之间。

### 水文
拉特龙什位于罗讷河流域范围内，伊泽尔河干流自东向西蜿蜒流经市界南侧，其右岸支流沙尔梅朗河（Le Charmeyran）自北向南流经市区。

### 植被
拉特龙什属于温带阔叶混交林区，市区内的主要绿地公园包括玛丽·沃莱公园（Parc Marie Volait）、雪松公园（Parc des Cèdres）等，均常年免费向公众开放；林地则多分布于西北部山地地区。
在鲜花城市的评比中，拉特龙什暂未被评级。

### 气候
拉特龙什在柯本气候分类法中属于带有地中海及大陆性气候特征的温带海洋性气候。

## 行政区划
拉特龙什的市镇编号为38516，邮政编号为38700。
在行政管理方面，拉特龙什隶属于法国奥弗涅-罗讷-阿尔卑斯大区伊泽尔省格勒诺布尔区；在地方选举方面，拉特龙什隶属于梅朗县，其市镇范围全境被划入伊泽尔省第一选区；在社会管理方面，拉特龙什是格勒诺布尔阿尔卑斯都会区的办公驻地。
法国国家统计与经济研究所（简称）在进行数据统计时，将拉特龙什及相邻的另外52个市镇设为格勒诺布尔城市核心区（2020年调整至38个），并将包括核心区在内的周边共192个市镇划为格勒诺布尔城市区。自2020年起，格勒诺布尔城市区被包含204个市镇的格勒诺布尔城市辐射区代替。此外，还将拉特龙什市镇分为了2个“块区”（IRIS），以便于统计人口分布情况。

## 交通

### 公路
A41高速公路的南侧起点位于拉特龙什境内，此外多条伊泽尔省省道在拉特龙什境内交汇。
2018年，69.7%的拉特龙什家庭拥有至少一辆私人汽车。2019年，拉特龙什境内共发生各类交通事故2起，造成2人受伤，其中1人重伤。
|  | 3 |

| 格勒诺布尔 | 3 |

| 埃希罗勒 | 8 |

| 塞西内-帕里塞 | 5 |

### 铁路
距离拉特龙什最近的客运铁路车站为3公里外的格勒诺布尔站，该站停靠前往巴黎的高速列车以及前往阿讷西、里昂、加普、瓦朗斯和日内瓦方向的区域列车。

### 航空
距离拉特龙什最近的民用航空站为里昂圣埃克絮佩里机场，距离拉特龙什市中心的公路里程约91公里。

### 城市公共交通
拉特龙什是格勒诺布尔城市公共交通（商业名称为）的服务范围，后者是格勒诺布尔都会区内的城市公共交通系统。截至2022年11月，该系统共包括五条有轨电车和数十条公交线路，其中有轨电车B先和格勒诺布尔公交C1线、13路、16路、41路、42路、62路以及多条校车线路经过拉特龙什市区。

## 政治

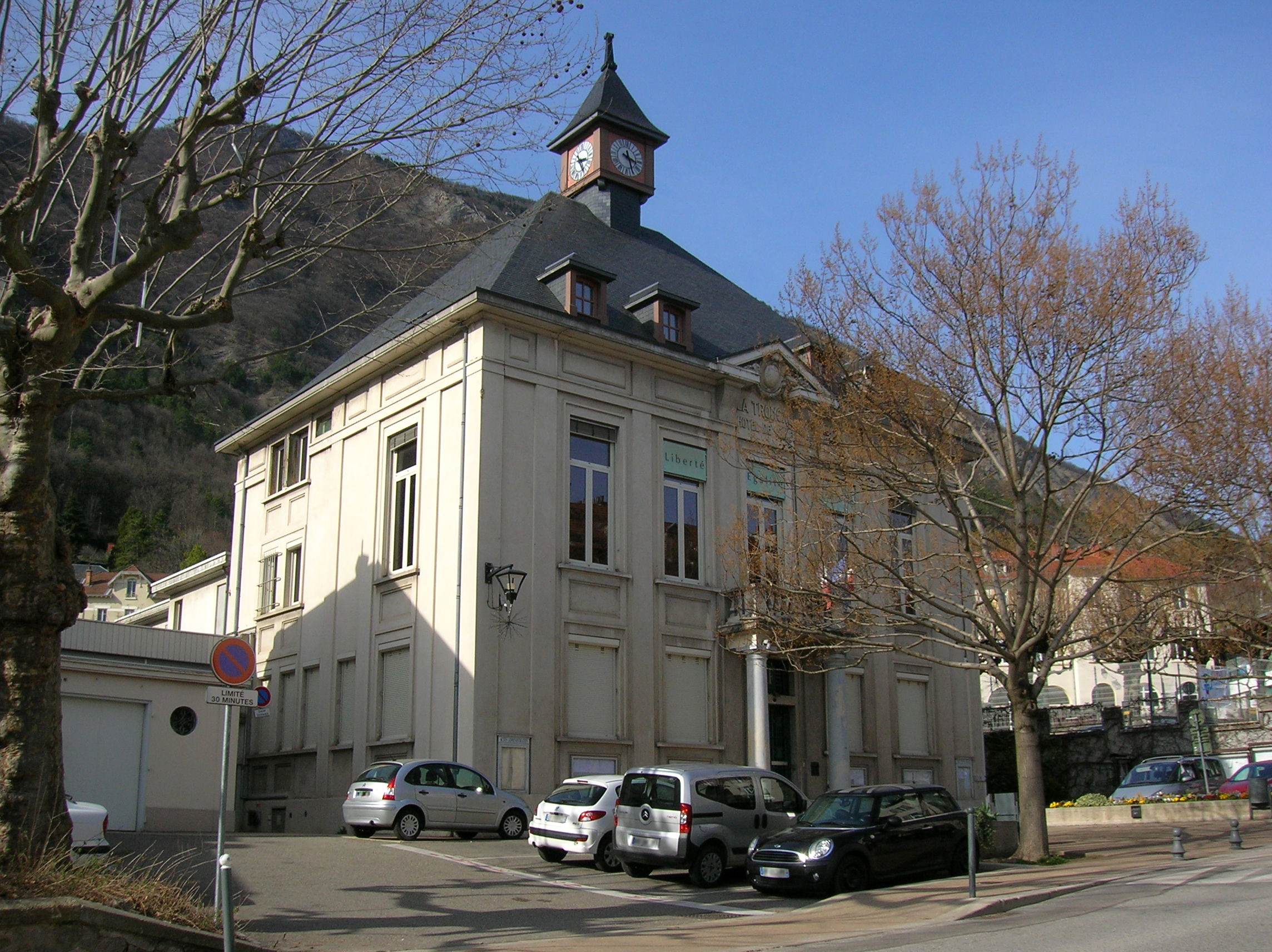
拉特龙什市政厅

拉特龙什的现任市长为贝尔特朗·斯潘德莱尔先生（Bertrand SPINDLER），他是一名左翼无党派人士，在2020年的市政选举中获得了51.35%的支持率。
在2022年的法国总统大选中，法国第25任总统埃马纽埃尔·马克龙在拉特龙什获得了81.29%的支持率。

## 人口
2020年，拉特龙什市镇人口数量为6,559，在法国排名第1,650位。其中男性3,014人，女性3,545人，75岁及以上人口占8.7%，外籍人口数量为391人，人口密度为1,022人/平方公里，当地居民被称为（男性）或（女性）。2021年，拉特龙什境内出生64人，死亡人口51人。
| 拉特龙什1901年－2019年人口变化情况 |
|                                    |
| 数据来源：Cassini、INSEE           |

## 经济
拉特龙什是格勒诺布尔的一个近郊卫星城。截止2022年9月，拉特龙什市镇范围内共有各类用人单位（包含自雇）1,430家，平均历史为16年，其中99.47%为中小型企业（PME），2022年9月至11月间，当地的经济活力指数为0.28%。（殡葬）、（房地产）及（财会）是当地2021年营业额最高的三个企业，分别为9,870,000欧元、6,276,571欧元和4,177,131欧元。

## 财政与居民收入
2020年，拉特龙什的财政收入总额为8,687,760欧元，财政支出总额为7,837,540欧元，当年的债务总额为2,774,440欧元。2021年，拉特龙什市镇共获得380,826欧元的国家财政补助，比上一年减少了9.45%。
2020年，拉特龙什的人均月收入总额为3,286欧元，其中高级职员为4,671欧元，高于法国平均水平（4,320欧元）；中级职员为2,329欧元，低于法国平均水平（2,411欧元）；普通职员为1,808欧元，高于法国平均水平（1,740欧元）。
2018年，拉特龙什境内的青壮年（15至64岁）失业率为8.4%，当地63.3%的家庭拥有纳税资格，平均纳税9,128欧元，高于法国平均水平（3,910欧元）。

## 社会事务

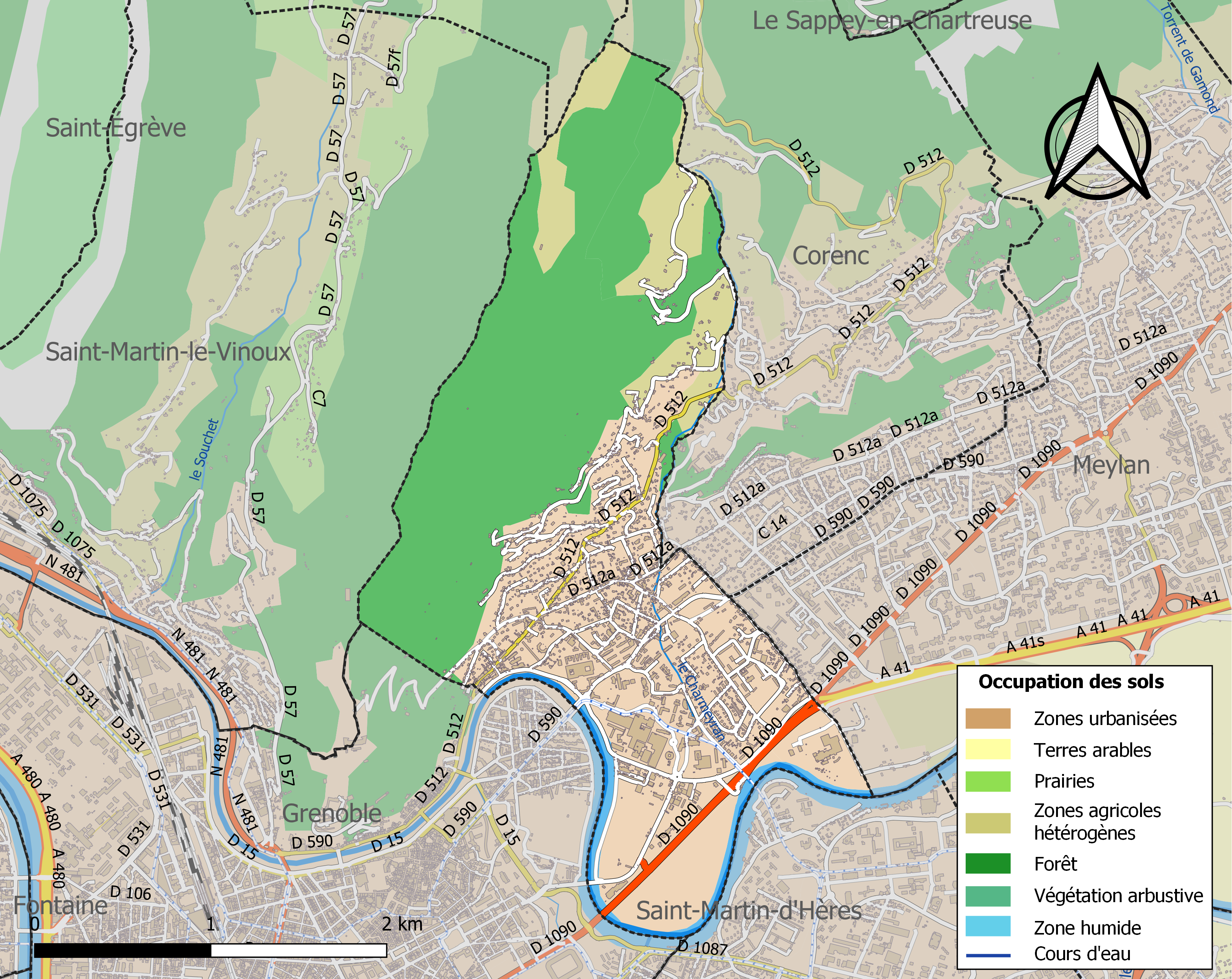
拉特龙什土地利用情况地图

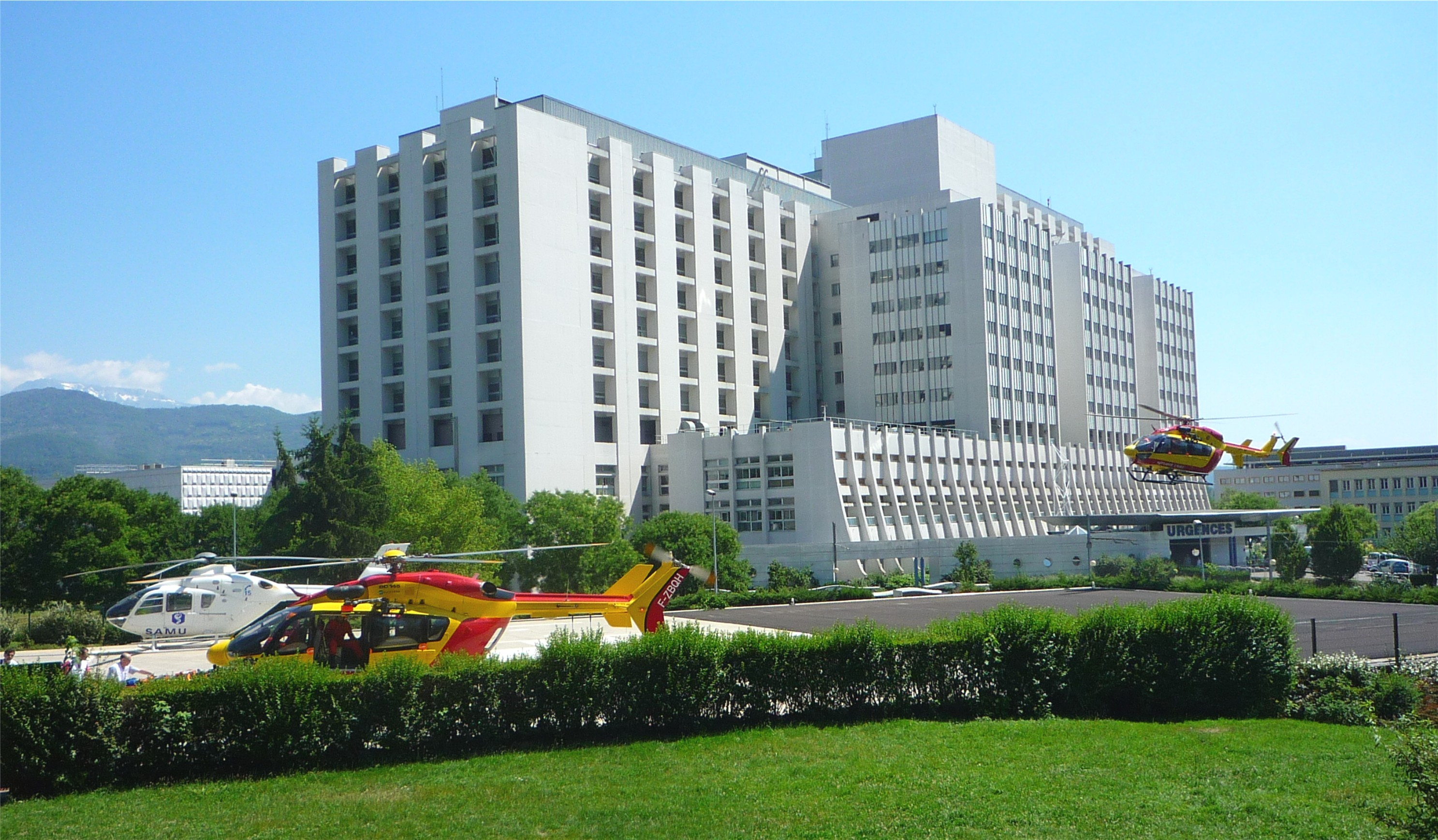
格勒诺布尔大学中心医院主病区

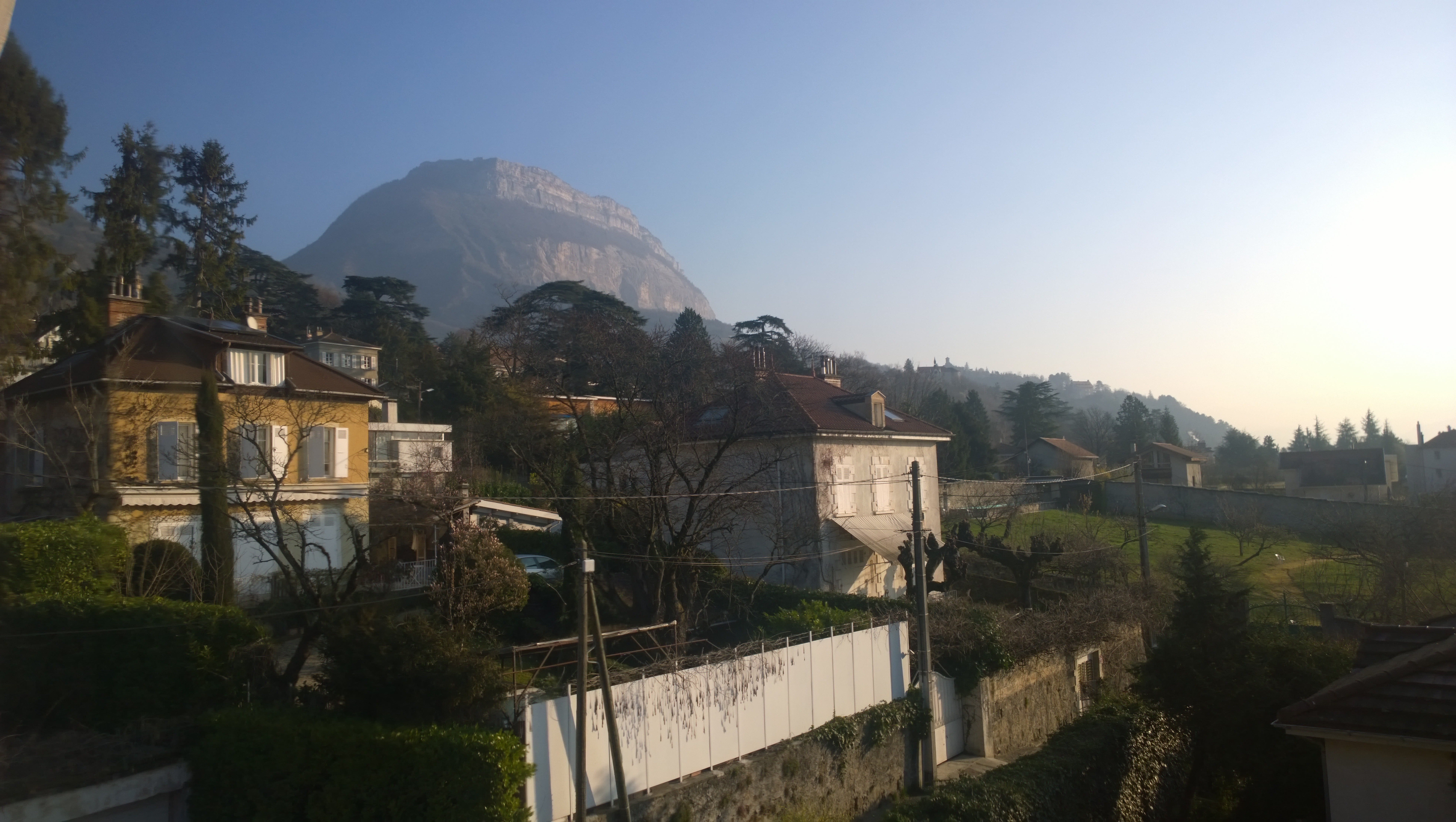
拉特龙什的一处民居

### 教育
拉特龙什属于格勒诺布尔学区。截止2020年1月1日，拉特龙什境内共有2所幼儿园、2所小学、2所普通高中和1所职业高中。2018至2019学年度，拉特龙什境内共有在校中等教育阶段学生101名。
在高等教育方面，格勒诺布尔-阿尔卑斯大学下属的医学院位于拉特龙什。

### 医疗
截止2020年1月1日，拉特龙什境内共有全科医生8名、保健师17名、牙医2名、护士8名、助产士2名和儿科医生1名。境内共有药房3家、养老院1家、残疾人帮扶中心2家。
格勒诺布尔大学中心医院主病区位于拉特龙什市区，该院设有床位2,063个，是当地规模最大的公立综合性医院。

### 住房
2018年，拉特龙什境内共有各类住房3,375套，其中28.5%为独立式居民区，70.7%为集中式居民区。常住房屋占拉特龙什市镇范围内居民建筑总量的85.4%。
在住房保障政策方面，2020年，拉特龙什境内共有781户家庭获得了住房经济补助，受益人数占总人口数量的11.8%，其中775份为房租补助。

### 商业
2019年，拉特龙什境内共有各类实体商铺112家，其中餐厅30家、杂货店2家、面包房6家、肉铺2家、书店2家、美容美发店9家、汽车维修店3家。市区内建有家乐福、迪卡侬等商场。

### 体育
2020年，拉特龙什境内共有1家游泳池、4间体育馆、1座综合体育场、5处网球场、1处足球或橄榄球场以及2处篮球或排球场。
截至2022年11月，勒拉谢前进体育会（Entente Sportive du Rachais，编号546479）是当地唯一的一家注册足球俱乐部，该队成立于1996年，其主队2022至2023赛季参加奥弗涅-罗讷-阿尔卑斯大区足球联赛丙组（法国第八级别），其主场为阿尔贝·巴特球场（Stade Albert Batteux）。

### 环境
拉特龙什的环境事务由其所属的格勒诺布尔阿尔卑斯都会区联合各级政府协调负责。2019年，拉特龙什境内共有1家污染企业。

### 治安
拉特龙什及其附近的共7个市镇是格勒诺布尔警区（zone police de Grenoble）的管辖范围。2020年，该警区累计记录各类案件22,571起，其中盗窃类案件14,117起，经济类案件2,229起，毒品交易类案件573起。

## 文化

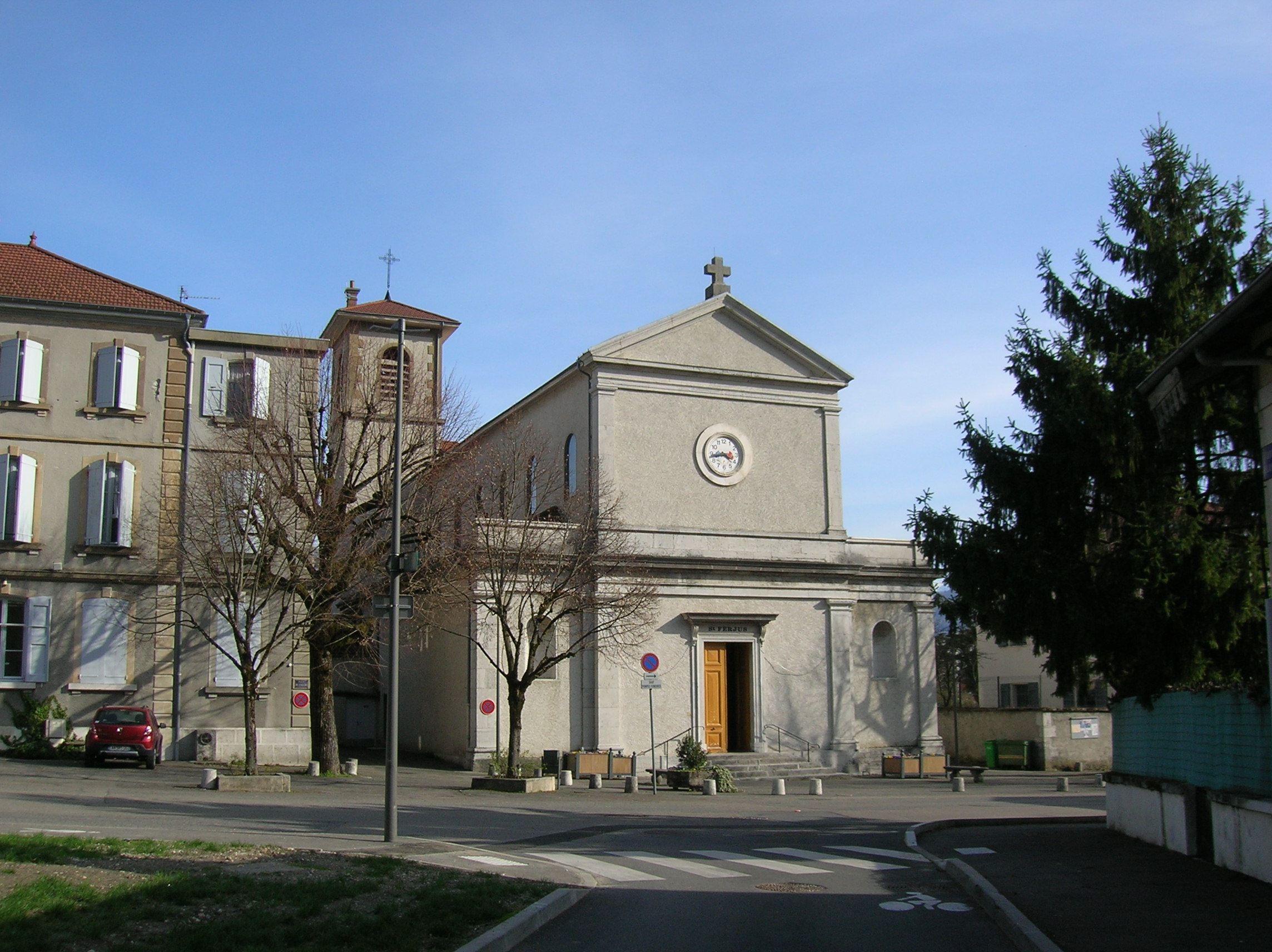
费尔瑞斯教堂

2020年，拉特龙什境内有1家博物馆。拉特龙什市政府提供市政图书馆，每周二、三、五、六向公众开放。

### 建筑
拉特龙什境内的大部分建筑建于20世纪以后，费尔瑞斯教堂（Église Saint-Ferjus de La Tronche）是当地的一处地标性建筑物。

### 旅游
拉特龙什的旅游事务由其所属的格勒诺布尔阿尔卑斯都会区负责。2021年，拉特龙什境内暂无任何游客接待设施。

### 媒体
法国主要的媒体均可在拉特龙什接收，法国电视三台下属的奥弗涅-罗讷-阿尔卑斯大区频道在部分时段播出拉特龙什所属区域的地方新闻。

## 相关人物
法国政治家米歇尔·巴尼耶、赛车手菲利普·斯特雷夫、歌手格雷戈里·勒马夏尔和滑雪运动员奥利维耶·阿拉芒、安妮·弗洛里耶出生于拉特龙什。

## 友好城市
截至2023年10月，拉特龙什暂未建立任何友好城市关系。